# ولادیمیر بوبری
ولادیمیر بوبری (بوبریتسکی) (اوکراینی: Володимир Бобрі [Бобрицький] ; متولد ۱۳ مه ۱۸۹۸ م. خارکوف، اوکراین – ۳ نوامبر ۱۹۸۶، روزندیل، نیویورک) تصویرگر، نویسنده، آهنگساز، مربی و مورخ گیتار بود. آثار گرافیکی بوبری برای طراحیهای مبتکرانه و خلاقانه او در نیویورک از اواسط دهه ۱۹۲۰ میلادی مورد ستایش قرار گرفته، او همچنین بنیانگذار انجمن گیتار کلاسیک نیویورک در سال ۱۹۳۶ م. بود و به عنوان ویراستار و مدیر هنری مجله گیتار ریویو نزدیک به چهل سال فعالیت داشت.

## زندگی‌نامه
ولادیمیر بوبریتسکی در مدرسه هنر امپراتوری در خارکیف تحصیل کرد. در سال ۱۹۱۵ میلادی شروع به طراحی برای دکورهای تئاتر بزرگ دراماتیک خارکیف کرد و شیوه‌های طراحی تئاتر گوردون کریگ را در طراحی‌های خود مورد استفاده قرار داد. بوبریتسکی قبل از اینکه در سال ۱۹۱۷ م. موفق به فرار از سرزمینش شود، در جریان انقلاب روسیه در جناح‌های مختلف به مبارزه پرداخت و در جنگ داخلی جنگید.

دوست و همکار هنری بوبریتسکی، سائول یالکرت، در کتاب شرح حال طرحهای چاپ شده در چهل تصویرگر و نحوه کارکردن آنها (۱۹۴۶ م) می‌نویسد: «بعد از انقلاب روسیه، یک دوره طولانی و اجباری سفر و نوعی مونتاژ در فعالیتها پیش آمد.»
او به عنوان یک پناهنده با یک پاسپورت جعلی سفر کرد، بوبری هشت صفحه که با کمال دقت به زبان لهستانی چاپ شده بودند، چنان ماهرانه جعل کرد که هیچ شکی در استعداد بالای او برای خوشنویسی باقی نگذاشت، چراکه وی آزمون تخصصی مقامات کنسولگری انگلیسی، فرانسوی، ایتالیایی و یونانی را با موفقیت پشت سر گذاشت… بوبرییتسکی در شبه جزیره کریمه کوهستانی به عنوان ماشین پرس در یک شرکت تولیدی شراب میوه و تارتار کار می‌کرد. او بعدها با ارتباط برقرار کردن کولی‌های روسی، مجارستانی و اسپانیایی فرهنگ و ویژگیهای قومی آنها را مورد مطالعه قرار داد. پس از ملاقات با گروهی از کولی‌ها در کریمه، او راه خود را به عنوان نوازنده گیتار در گروه کر آنها به دست آورد.

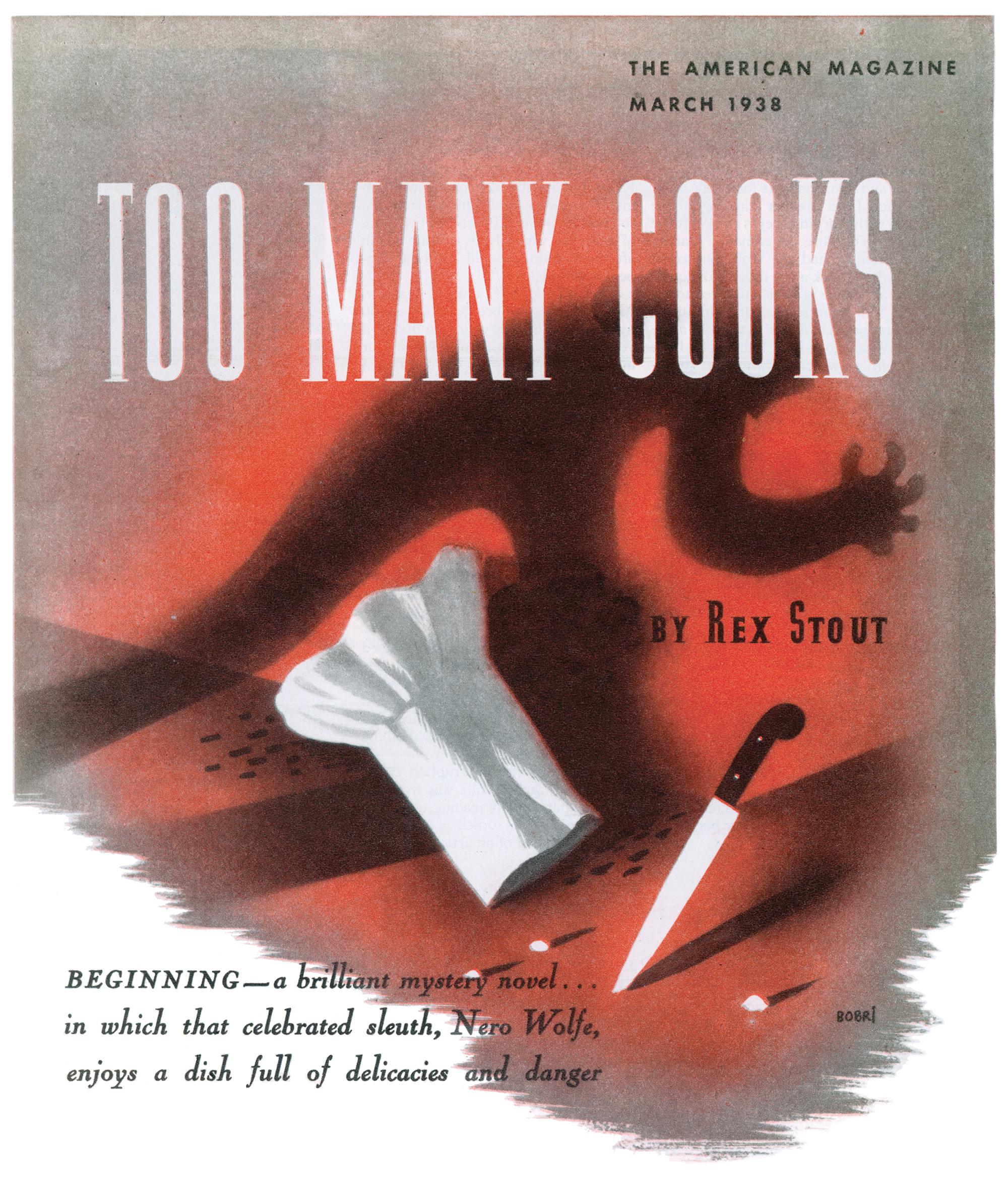
بوبری برای تیتر تعداد زیادی آشپز تصویرگری کرد، یک داستان سریالی معمایی نوشتهٔ نرو وولف که در شش شماره از آمریکن مگزین از مارس ۱۹۳۸م. منتشر شد.

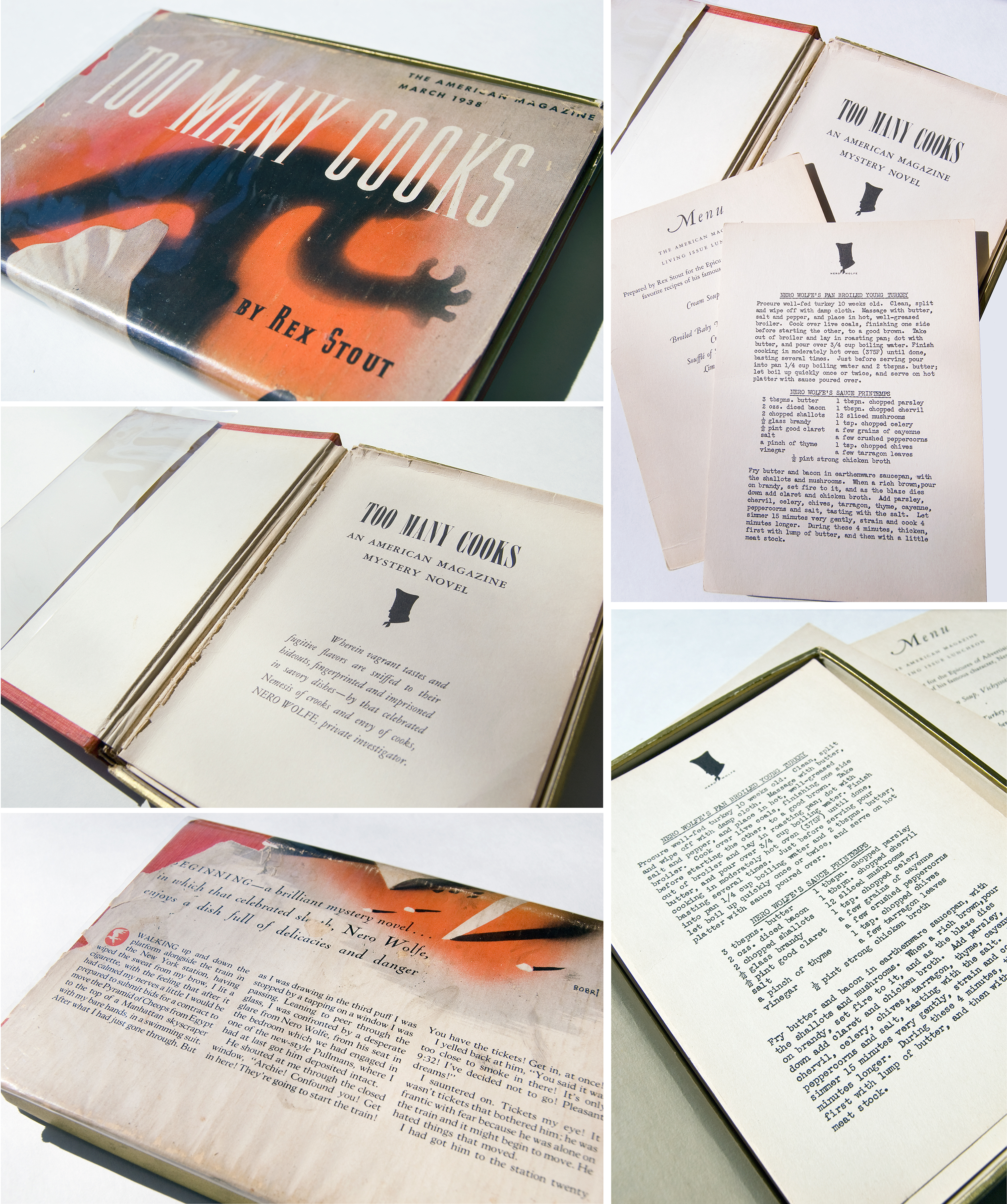
مجموعه داستان معمایی تعداد زیادی آشپز نوشتهٔ نرو وولف که بوبری آن را شبیه به یک جعبه کارتهای دستور پخت غذا طراحی کرد.

بوبریتیسکی در جزایر یونان نمادها و نشانه‌های بصری را نقاشی می‌کرد و در یک نیکلودئون در پرا پیانو می‌زد، تابلوها و نمادهای شهری را در قسطنطنیه (استانبول کنونی) نقاشی کرد و یک نقاشی دیواری مهم بیزانسی را در یک مسجد در ترکیه کشف کرد. او در نهایت با طراحی مجموعه‌ای از صحنه‌ها و لباس‌های گروه بالهٔ روسی در قسطنطنیه، راه خود را به آمریکا باز کرد.
یالکرت می‌نویسد که: «در راستای تمام این سرگردانی‌ها او همیشه در کولهٔ خود جعبه‌ای از آبرنگ و یک تخته طراحی داشت. او با طراحی‌های سریع و آنی از مردم، رویدادهای محلی و داستانها، آهنگهای محلی و صنایع دستی آنها را مستندسازی و ثبت می‌کرد.
بوبریتسکی در سال ۱۹۲۱ م. به ایالات متحده آمریکا مهاجرت کرد.
ارنست دبلیو واتسون در نمایه شرح حال طرحهای چاپ شده در چهل تصویرگر و نحوه کارکردن آنها، توصیف می‌کند که بوبریتسکی بلافاصله بعد از ورودش به نیویورک، شروع به راه اندازی کارگاه چاپ پارچهٔ خود کرد. واتسون می‌نویسد که: «در سال ۱۹۲۵ م. توسط مدیر هنری وانامیکریز برای تجربه کردن در تبلیغی مدرن، او را فراخواند. «صفحه آرایی کاملاً متفاوت او در روزنامه‌ها بیش از آن چیزی بود که مدیران انتشارات می‌توانستند آن را تحمل کنند و هم هنرمند و هم مدیر هنری اخراج شدند. اما ساکس فیفت اونیو با دیدن کارها، از آن تعریف و تمجید کرد.» ساکس به بوبری پیشنهاد سمت مدیر هنری را داد.
والت رید، محقق و مورخ هنر تصویرسازی، می‌نویسد: «صفحه آرایی روزنامه‌ها و مجلات او جهش و حرکتی نو را به نمایش می‌گذاشت. «بوبری به سرعت و به اندازه کافی مشتری پیدا کرد که توانست در تصویرسازی تبلیغاتی به عنوان فریلنسر جایگاهی پیدا کند. زمینهٔ تمرینات کلاسیک و دیزاینهایش برای تئاتر در کارهای او تاثیر داشت.»
اولین جلد از هفت جلد بوبریتسکی برای مجله نیویورکر در تاریخ ششم فوریه ۱۹۲۶ م. بود. در دهه ۱۹۳۰م. بوبریتسکی یا بوبری (که معمولاً در اکثر امضاهایش از این نام استفاده می‌کرد) به عنوان یک تصویرساز برجسته در دنیای تبلیغات شد. حساب‌های او شامل هانس، کورت و آوون بود. کار او در سالانه هنر تبلیغاتی برجسته بود. او همچنین به عنوان تصویرگر کتاب‌های کودکان نیز شهرتی دست و پا کرده بود.
بوبری اغلب با مجلاتی نظیر ووگ ، هارپرز بازار، مک کال و بسیاری دیگ همکاری می‌کرد. علاوه بر آن، در شماره مارس ۱۹۳۸ آمریکن مگزین، بوبری تصویر تیتر داستان سریالی تعداد زیادی آشپز نوشتهٔ نرو وولف را طراحی کرد که بسیار پرطرفدار شد.
بوبری به مطالعه گیتار ادامه داد. در سال ۱۹۳۶، او و گروه کوچکی از موسیقی شروع به ملاقات و معاشرت با یکدیگر کردند و این بهانه‌ای برای تأسیس اولین انجمن بزرگ گیتار کلاسیک در شهر نیویورک شد.
لستر اس. لانگ در نایلون ریویو، خبرنامه رسمی انجمن گیتار کلاسیک نیویورک سیتی، می‌نویسد: " انجمن تا حدودی ساده و پیش و پا افتاده شروع شد، ولی بوبری با یک اقدام کوچک باعث شد تا برتری انجمن تا دهه‌ها تضمین شود "
درسال ۱۹۴۶ انجمن اقدام به انتشار مجله گیتار ریوویو کرد و بوبری تا سال ۱۹۸۵ ویراستار و مدیرهنری مجله بود.
بوبری علاوه بر اینکه طراحی تعدادی کاور آلبوم برای ضبط‌های سگویا را انجام داد، کتاب تأثیرگذار «تکنیک سگوویا» (۱۹۷۲) را نوشت و تصویرسازی کرد.
در سال ۱۹۷۲ میلادی، بوبری با نشان صلیب ایزابل لاکاتولیکا در درجه شوالیه-فرمانده، از دستاوردهای مادام العمر وی به عنوان دیزاینر، نقاش، مدیر هنری و آهنگساز و نویسنده و استفاده از این استعدادها برای بالا بردن آگاهی در فرهنگ اسپانیایی تقدیر شد. این جایزه توسط سرکنسول اسپانیا در نیویورک در مراسمی با حضور مقامات اسپانیایی از جمله آندرس سگویا اهدا شد.
در سوم نوامبر ۱۹۸۶ میلادی، ولادیمیر بوبری جان خود را در آتش‌سوزی از دست داد، آتش‌سوزی در خانه ای که خودش آنرا طراحی و ساخته بود و همراه با همسرش مارگارت نزدیک به پنجاه سال در آن زندگی می‌کرد، همراه با هنر، مکاتبات و مجموعه گیتارهایش سوخت. مجله گیتار ریویو در ادای یادبودی در شماره زمستان ۱۹۸۷ خود نوشت: «در بحبوحهٔ ناتوانی ما در پذیرش چنین فاجعهٔ بزرگی، ما فریفتهٔ یک فلسفه قدیمی در فرهنگ وایکینگها هستیم: این اعتقاد که سکاندار کشتی و آتش او به رستاخیزی در ناشناخته‌ها فرستاده می‌شوند تا دریایی ابدیت را دریانوردی کند. ما امیدوارانه به این حقیقت اعتقاد داریم که دوست عزیز ما بوبری واقعاً این سفر اسطوره‌ای را آغاز کرده‌است، و همه آن چیزهایی که با خود برده‌است متعلق به اوست.»

## کتابشناسی - فهرست کتب

### نویسنده
- ۱۹۶۷ م. ۱۳۰ مطالعهٔ روزانه برای گیتار کلاسیک (شرکت فرانکو کلومبو)
- ۱۹۷۲ م. تکنیک سگویا (شرکت انتشارات مک میلان، جلد گالینگور؛ ۱۹۹۰، بولد استرامر، شومیزشابک ‎۹۷۸-۰-۹۳۳۲۲۴-۴۹-۰)
- ۱۹۷۲ م. دو گیتار - کهکشانی از دوئت‌ها برای گیتار. ۸۸ آهنگ و رقص از ۴۷ کشور (با کارل میلر) (کتاب‌های کولیر، شومیز)
- ۱۹۷۲ م. مطالعه کامل ترمولو برای گیتار کلاسیک (انتشارات فرانکو کلمبو، انتشارات Belwin-Mills Corp.)
- ۱۹۷۴ م. یک سفر موزیکال با دو گیتار: ۶۴ دوئت از ۳۴ کشور (با کارل میلر)
- ۱۹۸۵ م. مطالعه کامل ترمولو برای گیتار کلاسیک (شرکت انتشارات آلفرد، جلد شومیزشابک ‎۹۷۸-۰-۷۶۹۲-۱۲۹۵-۱)

### تصویرگر
- ۱۹۲۹ The Crimson Circle اثر ادگار والاس ((کلاب جنایت، کمپانی دابل دی و دوران، , گاردن سیتی، نیویورک، جلد گالینگور؛ روکش جلد ژاکتی)
- ۱۹۲۹ صورت در شب اثر ادگار والاس (کلاب جنایت، کمپانی دابل دی و دوران، , گاردن سیتی، نیویورک، جلد گالینگور؛ روکش جلد ژاکتی)
- ۱۹۳۰ روز پایان یافتن جهان توسط ساکس رومر (کلاب جنایت، کمپانی دابل دی و دوران، گاردن سیتی، نیویورک، جلد گالینگور؛ روکش جلد ژاکتی)
- ۱۹۳۱ قانون سه مرد عادل نوشته ادگار والاس (کلاب جنایت، کمپانی دابل دی و دوران، گاردن سیتی، نیویورک، جلد گالینگور؛ روکش جلد ژاکتی)
- ۱۹۳۲ فیلیپین توسط موریس بدل (نیویورک، جلد گالینگور، روکش جلد ژاکتی)
- ۱۹۳۷ پنج سوار مغرور توسط آن استافورد
- ۱۹۳۸ خانه در چری هیل توسط مری. ایچ. ویک
- ۱۹۵۳دستپخت پاریسی توسط جیمز ای بیرد و الکساندر وات
- ۱۹۵۳بیایید راجل خدا صحبت کنیم اثر دوروتی کی کریپکه
- ۱۹۵۵ بیایید دربارهٔ درست و غلط صحبت کنیم اثر دوروتی کی کریپکی
- ۱۹۵۷ بیایید دربارهٔ یهودیت صحبت کنیم اثر دوروتی کی کریپکه
- ۱۹۵۷ باد مارس توسط اینز رایس
- ۱۹۵۸ کتاب خواب آلود اثر شارلوت زولوتو
- ۱۹۵۸ سیبیلهای هو هو اثر ویلیام لیتلفیلد
- ۱۹۶۱ قرمز چیست؟ توسط سوزان گوتلیب
- ۱۹۶۳ ماه چگونه است اثر فرانکلین ام. برانلی
- ۱۹۶۴بوریس و بالالایکایش اثر اسپر اسلوبودکینا
- ۱۹۶۴ کوه‌های یخ توسط روما گانز
- ۱۹۶۹ یک بوسه گرد است توسط بلوسوم بودنی